# Поповићи (Гламоч)
Поповићи су насељено мјесто у Босни и Херцеговини, у општини Гламоч, које административно припада Федерацији Босне и Херцеговине. Према попису становништва из 1991. у насељу је живјело 77 становника.

## Становништво
| Демографија | Демографија | Демографија |
| Година      | Становника  | Становника  |
| ----------- | ----------- | ----------- |
| 1961.       | 420         |             |
| 1971.       | 413         |             |
| 1981.       | 158         |             |
| 1991.       | 77          |             |